# Tanacetum parthenium
Pour les articles homonymes, voir Camomille (homonymie).
Espèce
Classification phylogénétique

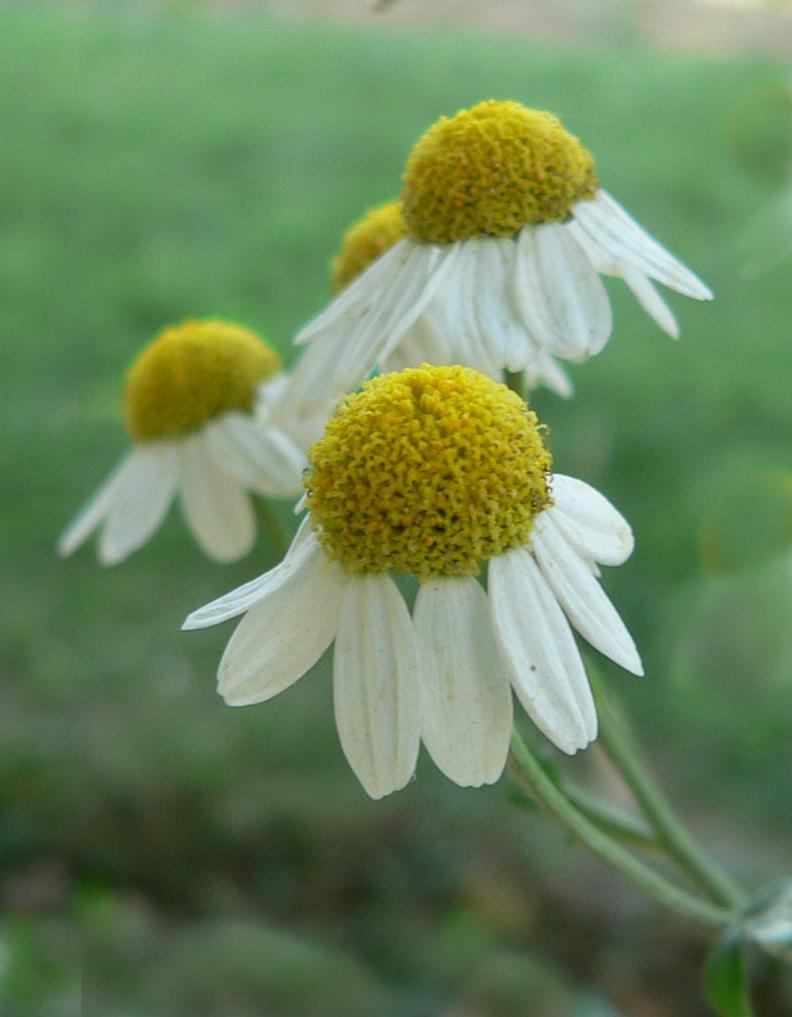
T. parthenium, fleur à réceptacle très convexe.

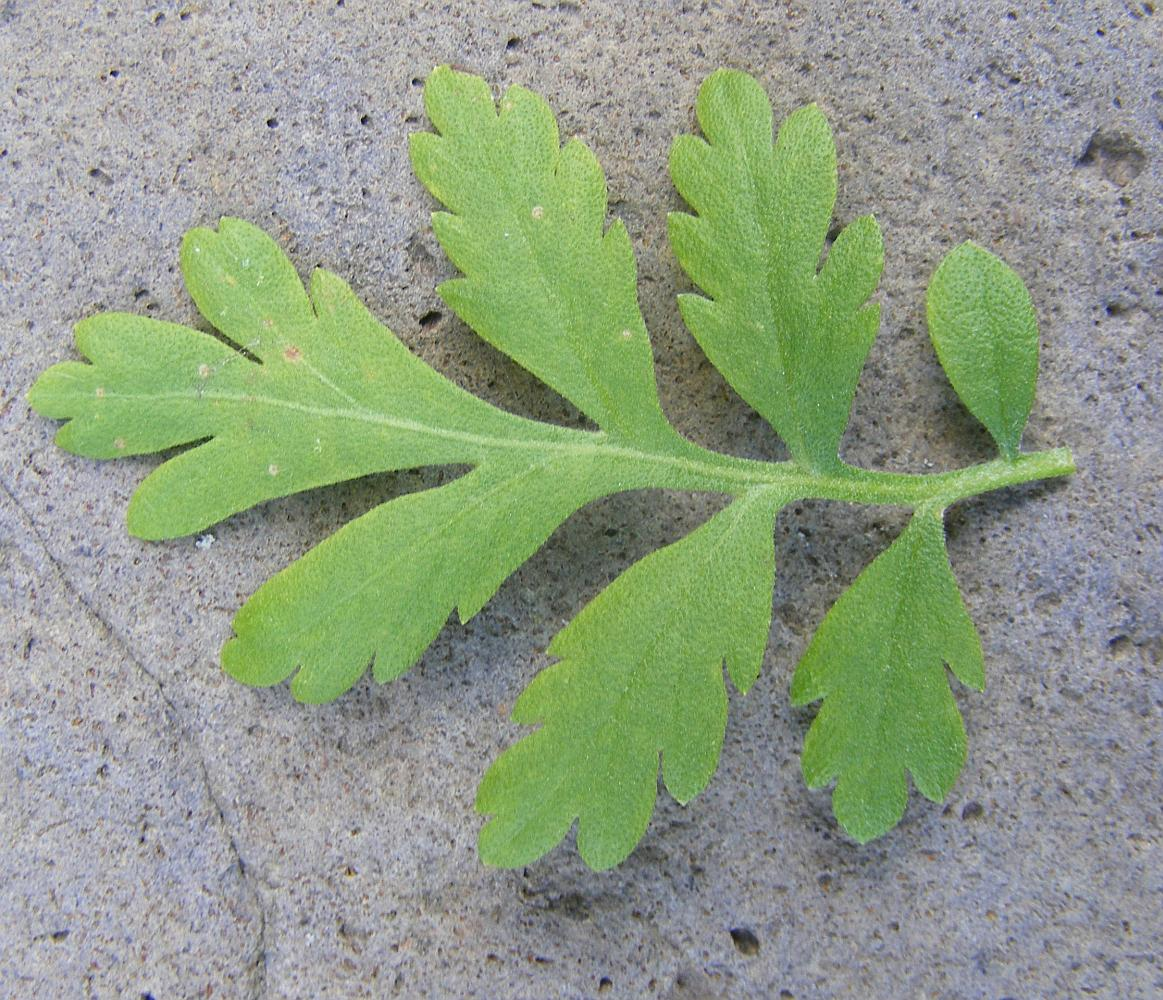
Feuille.

La Grande Camomille (Tanacetum parthenium) est une espèce de plantes à fleurs de la famille des Asteraceae et du genre Tanacetum. Elle est aussi connue sous les noms communs de : Pyrèthre doré, Pyrèthre mousse et Partenelle.
C'est une plante médicinale utilisée dans l'Antiquité gréco-latine puis par les herboristes européens. Tombée un peu dans l'oubli à l'époque moderne, l'intérêt pour la plante fut éveillé dans les années 1990,  par une étude montrant son efficacité dans la prévention de la migraine.
Elle ne doit pas être confondue avec deux autres plantes médicinales et appelées aussi en contexte « camomille » : la petite camomille Matricaria chamomilla et la camomille romaine Chamaemelum nobile.

## Étymologie
Le nom de genre Tanacetum est d'origine inconnue. L'épithète spécifique parthenium mot latin dérivant du grec παρθενιον parthenion de παρθενιος « virginité ».
En latin, parthenium désignait diverses plantes comme la pariétaire, la mercuriale annuelle... et la grande camomille (Pline, 21, 176, Dioscoride, 3, 150). L'encyclopédiste romain du Ier siècle, Pline, disait de la grande camomille : « le parthénium "leucanthès"...Il pousse dans les haies des jardins, a une fleur blanche, une odeur de pomme et un goût amer » (H.N. 21, 176).

## Histoire
Pline la recommande en bain de siège contre les inflammations de la matrice, et « appliqué sec avec du miel et du vinaigre, il tire la bile noire ; de ce fait, il est bon pour les vertiges et les calculs » (H.N. 21, 176).
Le médecin et chirurgien lombard Guillaume de Salicet (1201-1277) soignait les cicatrices de plaies d'épée ou de flèche avec un onguent contenant des fleurs de camomille bien pulvérisées.
Le botaniste anglais John Gerard (1545-1611) décrit plusieurs types de camomille qu'il indique bonnes contre la colique, les calculs et pour ceux qui ont des vertiges (ce qui pourrait être une référence à la migraine).
Tanacetum parthenium a une longue histoire d'usage traditionnel en Europe pour traiter les maux de tête, les vertiges, les douleurs rhumatismales, la fièvre, les troubles des règles, les complications de l'accouchement, les maux de ventre, le mal de dents et les piqures d'insectes.
La grande camomille était traditionnellement cultivée dans les jardins d'une bonne partie de la France. Une enquête ethnobotanique conduite dans les années 1980 en Haute Provence occidentale, révélait qu'elle était toujours cultivée dans les vieux jardins (Lieutaghi, 2009) et commercialisée localement sur une petite échelle dans le réseau des producteurs bio, parfois sous sa forme à capitules doubles, qui rappellent alors ceux de la camomille romaine. C'était la seule camomille médicinale croissant dans la région et usitée traditionnellement.
La Grande camomille est actuellement vendue sous forme de gélule, de comprimés, d'huile essentielle ou de tisane. Mais les tisanes en sachets vendues le plus communément dans les magasins diététiques sous le simple nom de « camomille » sont de la Petite camomille (Matricaria recutita)

## Description
La Grande camomille est une plante herbacée vivace (hémicryptophyte), de 30 à 70 cm de haut, à tige dressée, presque glabre, très rameuse et très feuillée.
Les feuilles, toutes pétiolées, sont pubescentes, pennatiséquées à pennatipartites, à 3-6 paires de segments larges, oblongs, eux-mêmes pennatifides à lobes incisés (la feuille ressemble plus à celle d'un chrysanthème qu'à celle d'une petite camomille Matricaria recutita). Les feuilles sont aromatiques.
Les capitules radiés (d'environ 2 cm de diamètre) sont disposés en corymbes denses, sur un axe floral de 2 à 13 cm de long. L'involucre est hémisphérique et porte des bractées imbriquées, les extérieurs lancéolées. Sur le réceptacle, convexe parfois plat, sont fixés deux types de fleurs :
- sur le disque central jaune se trouvent les fleurs tubulées, hermaphrodites, à 5 dents, avec un tube de la corolle de 2,5–3 mm
- à la périphérie, se trouvent des fleurs ligulées, femelles, fertiles, avec une ligule blanche, à 3 dents

La floraison a lieu de juin à août.
Le fruit est un petit akène de 1 - 1,5 mm, gris brun, avec 5 à 8 côtes longitudinales et un pappus coroniforme (une couronne membraneuse, crénelée).

## Caractéristiques
- Organes reproducteurs

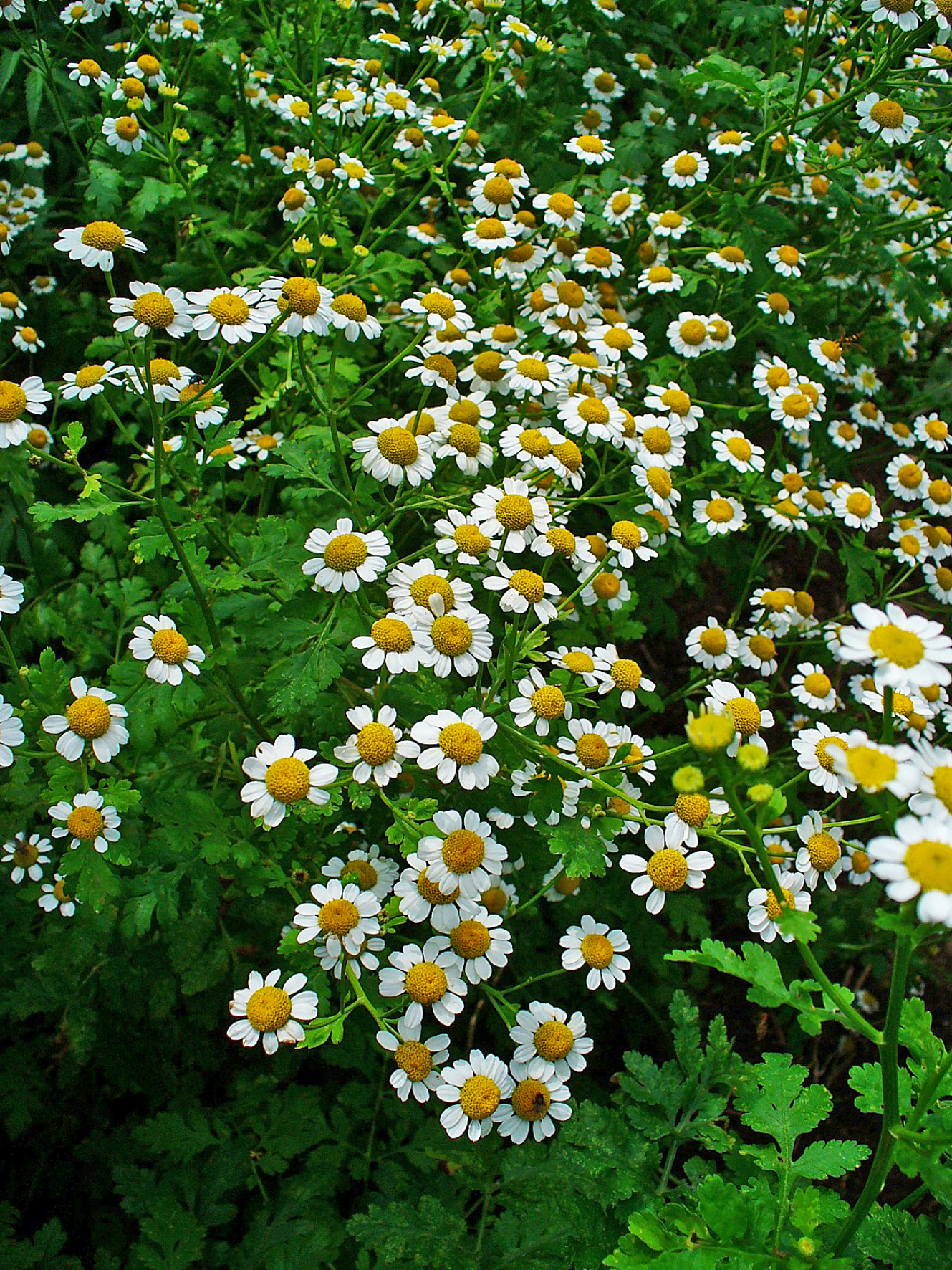
Tanacetum parthenium.

  - Couleur dominante des fleurs : blanc, jaune
  - Période de floraison : juillet-septembre
  - Inflorescence : corymbe de capitules
  - Sexualité : hermaphrodite
  - Pollinisation : entomogame, autogame
- Graine
  - Fruit : akène
  - Dissémination : anémochore
- Habitat et répartition
  - Habitat type : friches vivaces médioeuropéennes, eutrophiles, mésohydriques, héliophiles
  - Aire de répartition : méditerranéen occidental

données d'après : Julve, Ph., 1998 ff. - Baseflor. Index botanique, écologique et chorologique de la flore de France. Version : 23 avril 2004].

## Distribution
La grande camomille est indigène en Europe de l'Est (Ukraine, République Tchèque), du sud (ancienne Yougoslavie, Bulgarie, Grèce, Portugal) et en Asie tempérée (Turquie, Caucase, Fédération russe).
Elle a été naturalisée en Afrique du Nord, en Europe, en Asie sud occidentale (Irak, Liban, Iran, Afghanistan, Pakistan), au Cachemire, en Asie Centrale, de nombreux pays du Nouveau Monde.
La grande camomille croît dans toute la France, dans les lieux incultes, dans les rocailles, les bords de chemins ou les milieux cultivés.
Elle est aussi cultivée comme plante médicinale et comme plante ornementale.

## Différences entre les trois camomilles médicinales
La grande camomille se distingue assez facilement des deux autres camomilles médicinales. Elle est nettement  plus grande (jusqu'à 70-80 cm) et ses feuilles ont des lobes plus larges :
| Camomilles médicinales   |                                            |                                          |                                                                  |
|                          | Matricaria chamomilla matricaire camomille | Chamaemelum nobile camomille romaine     | Tanacetum parthenium grande camomille                            |
|                          |                                            |                                          |                                                                  |
| plante                   | annuelle                                   | vivace                                   | vivace                                                           |
| tige                     | une tige dressée                           | plusieurs tiges couchées puis redressées | plusieurs tiges dressées                                         |
| feuille                  | 2-3-penniséquée                            | 2-3-penniséquée                          | 2-pennée à 3-5 lobes larges                                      |
| réceptacle               | sans paillettes                            | avec paillettes                          | sans paillettes                                                  |
| akène                    | 4-5 côtes                                  | 3 stries                                 | 5-8 côtes                                                        |
| indigène                 | Europe, Afrique du Nord, Asie tempérée     | Régions atlantiques                      | Méditerranéen occid., : Europe de l'Est et du sud, Asie tempérée |
| lactone sesquiterpénique | matricine →chamazulène                     | nobiline                                 | parthénolide                                                     |

## Synonymes
Depuis Linné, la plante a été placée dans quatre genres différents : Chrysanthemum, Leucanthemum, Pyrethrum, Matricaria. The Plant List donne de très nombreux synonymes. Citons :
- Chrysanthemum parthenium (L.) Bernh.
- Chrysanthemum praealtum Vent.
- Leucanthemum odoratum Dulac
- Leucanthemum parthenium (L.) Gren. & Godr.
- Matricaria parthenium L.
- Pyrethrum parthenium (L.) Sm.

## Composition chimique de l'huile essentielle
L'odeur puissante de la grande camomille, ressemblant un peu à celle du chrysanthème, est due à une huile essentielle dont les constituants principaux sont le camphre (une cétone monoterpénique) et l'acétate de trans-chrysantémyle (un  alcool monoterpénique). Plusieurs chimiotypes ont été décrits, comme celui de l'huile essentielle de T. parthenium récolté dans les régions occidentales de l'Iran, qui comporte en majorité du camphre (18,94 %) et un monoterpène l'acétate de bornyle (18,35 %), suivi par le camphène (13,74 %), l'isovalérate de bornyle (3,15 %), le bornéol (10,93 %), le camphre du genièvre (6,23 %) et β-eudesmol (2,65 %).

Parthenolide.

Les principes actifs les plus significatifs sont constitués par une série de lactones sesquiterpéniques, stockés dans les poils glandulaires (trichomes) des feuilles, fleurs et graines,. Le plus important d'entre eux est le parthénolide, un composé localisé dans les glandes situées sous les feuilles des plantes en croissance et dans les capitules mais pas dans les tiges. Comme le contenu en parthénolide varie grandement selon la partie utilisée et la saison, il a été proposé de distinguer  en pharmacognosie, deux qualités de grande camomille :
1. Tanaceti parthenii folium constitué de feuilles récoltées en début de croissance, avant la formation de tiges érigées
2. Tanaceti parthenii herba constitué de la plante récoltée en pleine floraison

Le taux minimum de parthénolide doit être de 0,50 % pour la première et de 0,20 % pour la seconde, de masse sèche.
Plus de 30 lactones sesquiterpéniques ont été identifiés dans la grande camomille. Ces substances étaient décrites dans les anciens traités de matière médicale, sous le nom évocateur de « principes amers ».
| Constituants chimiques de T. parthenium (d'après Bruneton, Pareek, Calapai) | |
| Lactones sesquiterpéniques                                                  | parthénolide, costunolide et dérivés, artémorine, epoxyartémorine, reynosine, canine, 10-epi-canine, artécanine, tanaparthine, balchanine, dérivés de la cumambrine B, germacrène D, β-farnésène, santamarine...        |
| Monoterpène                                                                 | camphre, acétate de chrysantényle, cis-chrysanthénol et ses dérivés, cis-verbénol, 4-β-acetoxy-chrysanthénone, acétate de bornyle, camphène, alpha-pinène, bêta-pinène, myrcène, alpha-terpinène, p-cymène, linalol ... |
| Flavonoïdes                                                                 | 6-hydroxykaempférol 3,6-dimethyl éther, 6-hydroxykaempferol 3,6,4′-trimethyl ether (tanétine), quercetagetin 3,6-dimethyl ether, quercétine, apigénine, lutéoline, chrysoériol, santine, jaceidine, centaureidine, etc. |

## Propriétés pharmacologiques
- Activité anti-inflammatoire : des extraits des parties aériennes de la grande camomille suppriment la production des prostaglandines[8]. Il semblerait que des composés autres que le parthénolide pourraient être associés à l'activité anti-inflammatoire. C'est le cas de la tanétine, un flavonoïde lipophile, qui bloque la synthèse des prostaglandines. On note également une inhibition de l'agrégation plaquettaire[17], une inhibition de la phospholipase A2.
- Effet sur la musculature lisse vasculaire : l'extrait chloroformique de la grande camomille fraîche inhibe de façon non réversible l'action contracturante de divers agonistes. Cette stimulation de la contraction des fibres lisses vasculaires apparaît liée à un mécanisme de blocage des canaux potassiques[14].
- Activité anticancéreuse : le parthénolide et des lactones similaires ont une activité anticancéreuse in vitro contre des lignées de cellules tumorales[18] comme les fibroblastes humains, le carcinome laryngé, etc. Le parthénolide, extrait de la grande camomille, agit, in vivo, sur le complexe protéinique  NF- κB (nuclear factor kappa B) au sein de cellules de cancer du sein résistantes au tamoxifène, en bloquant l'activité de ce NF- κB, ce qui rend les cellules de nouveau sensibles à ce produit. Le parthénolide pourrait de ce fait constituer un nouvel anticancéreux multifonctionnel[14]. Mais les indications de la grande camomille dans le contexte de la médecine non conventionnelle ne sont pas définies pour autant[19].
- Traitement prophylactique de la migraine : l'action de la grande camomille se ferait par plusieurs voies. Parmi celles-ci se trouvent les mécanismes vus précédemment d'inhibition de la synthèse des prostaglandines, de diminution des spasmes des muscles lisses vasculaires ou de blocage de la sécrétion granulaire des plaquettes.

## Évaluations cliniques
Quelques essais cliniques d'évaluation de la grande camomille à prévenir ou soulager les crises de migraines ont été publiées. Pour Bruneton, « leurs conclusions ne sont pas concordantes et, pour beaucoup, leur qualité méthodologique est insuffisante et leur effectif faible ».
La méta-analyse de cinq essais cliniques versus placebo, randomisés et en double aveugle (avec 343 patients), par le réseau Cochrane, a conclu que les éléments suggérant de façon convaincante que la grande camomille est plus efficace qu'un placebo pour prévenir les crises migraineuses étaient insuffisants.

## Usages médicaux
En France, la Note explicative de l'Agence du médicament (1998) admet qu'il est possible de revendiquer pour les parties aériennes de la grande camomille, les indications thérapeutiques suivantes :
- utilisation interne (voie orale), traditionnellement utilisée dans

1. la prévention des céphalées
2. le traitement des règles douloureuses

- utilisation externe :aucune

Selon, European scientific cooperative on phytotherapy (ESCOP), la grande camomille peut être prescrite en prévention des crises migraineuses, à la posologie de 50 à 120 mg de poudre de parties aériennes, pendant plusieurs mois.
La grande camomille est contre-indiquée pour les femmes enceintes.
Et comme beaucoup de plantes de la famille des Asteraceae à lactones sesquiterpéniques, la grande camomille peut être à l'origine de manifestations allergiques.